# Martine Vassal
Pour les articles homonymes, voir Vassal.
Martine Vassal, née Gilles le 29 mars 1962 à Marseille, est une femme politique française.
Membre de l’Union pour un mouvement populaire (UMP) puis des Républicains (LR) jusqu’en 2022, ancienne adjointe au maire de Marseille, elle est présidente du conseil départemental des Bouches-du-Rhône depuis 2015 ainsi que présidente de la métropole d'Aix-Marseille-Provence depuis 2018.
Pressentie pour succéder à Jean-Claude Gaudin à la mairie de Marseille lors des élections municipales de 2020, elle perd dans le 4e secteur et est remplacée par Guy Teissier pour l'élection du maire au conseil municipal ; celui-ci est battu par la candidate de la gauche Michèle Rubirola. Elle est cependant réélue à la tête de la métropole d'Aix-Marseille-Provence.

## Biographie

### Situation personnelle
Martine Vassal, née Gilles, est la fille d'Élie Gilles, industriel proche de Jean-Claude Gaudin. Elle est scolarisée au lycée Montgrand, puis est admise à l'École supérieure de commerce de Marseille.
En 1987, après deux années de formation à l’international, elle prend la tête de l'entreprise familiale de textile pour l’armée. Dans le même temps, elle fait partie de plusieurs associations de cadres et de management. Son entreprise ferme en 2000 en raison de difficultés liées à la disparition du service militaire.

### Parcours politique
Lors des élections municipales de 2001 à Marseille, elle est élue sur la liste de Jean-Claude Gaudin, dont elle devient l’adjointe à la mairie. Elle est déléguée aux emplacements publics, aux marchés alimentaires et forains et aux foires et kermesses, puis, à partir de 2008, à la qualité de la ville, l'espace public, la propreté, le pluvial, les emplacements et marchés, la gestion urbaine, le mobilier urbain et la publicité. En 2014, elle se voit confier la délégation des relations internationales et européennes. Elle quitte sa fonction d’adjointe en 2015.
Martine Vassal est également conseillère communautaire à la communauté urbaine Marseille Provence Métropole, où elle est, de 2008 à 2014, présidente de la commission « Une agglomération éco-responsable », chargée des questions du recyclage des déchets, de l’eau et de l’assainissement puis, à partir de 2014, présidente de la commission « Développement économique et emploi ».
En 2002, elle est élue conseillère générale des Bouches-du-Rhône pour le canton de Marseille-XII, devenu en 2003 le canton de Marseille-Saint-Giniez. Réélue en 2008, elle est désignée présidente du groupe « L'avenir du 13 » (UMP-UDI), alors dans l'opposition.
Au sein de l'UMP, Martine Vassal est nommée secrétaire départementale adjointe de l’UMP des Bouches-du-Rhône en 2006 et secrétaire nationale de l’UMP en 2013. 
Chef de file de l'UMP pour les élections départementales de 2015, elle est élue dans le canton de Marseille-10 alors que la droite obtient une majorité absolue au sein du conseil départemental. Le 2 avril 2015, elle est élue présidente du conseil départemental. Première femme à être élue à cette fonction, elle met fin à 17 ans de présidence de Jean-Noël Guérini, ; il s'agit en outre de la première fois depuis un siècle que la droite dirige le département.
Elle soutient Nicolas Sarkozy pour la primaire présidentielle des Républicains de 2016. Dans le cadre de sa campagne, elle est nommée oratrice nationale chargée de l'insertion. En vue de l’élection présidentielle de 2017, elle soutient jusqu’au premier tour la candidature de François Fillon.
En janvier 2015, à la suite d'un signalement de la chambre régionale des comptes, le Parquet national financier (PNF) ouvre une enquête sur des soupçons de favoritisme et de prise illégale d’intérêts concernant Martine Vassal, présidente du conseil départemental, et Loïc Fauchon, président de la Société des eaux de Marseille (SEM, filiale à 100% de Veolia),,. Son domicile et son bureau font l'objet de perquisition en novembre 2015. Deux ans plus tard, en 2017, elle est convoquée par la police pour être entendue sur cette affaire sur laquelle elle avait déclaré en 2014 : « Ce sont les services de Marseille Provence Métropole qui ont mené l'analyse et nous avons suivi leurs préconisations ». En 2020, aucune information judiciaire n'est ouverte.
En mars 2016, Martine Vassal est élue première vice-présidente de la métropole d'Aix-Marseille-Provence, avec pour délégation la stratégie et l'attractivité économiques. À partir du 6 septembre 2018, après la démission de Jean-Claude Gaudin, elle assure l’intérim à la présidence de la métropole,. Elle est élue à la tête de la métropole le 20 septembre. Elle doit notamment conduire le projet de fusion entre la métropole et le département des Bouches-du-Rhône proposé par le gouvernement Édouard Philippe, projet repoussé depuis.
Martine Vassal annonce le 13 septembre 2019 sa candidature aux élections municipales de 2020 à Marseille. Le 27 novembre, elle reçoit l'appui des Républicains, par 27 voix contre 11 pour le sénateur Bruno Gilles. Au premier tour, le 15 mars 2020, ses listes arrivent en deuxième position au niveau de Marseille avec 22,3 % des voix, devancées d'une courte tête et à la surprise générale par celles de Michèle Rubirola. Alors que plusieurs de ses colistiers sont visés par des accusations de fraude aux procurations, elle est battue par cette dernière au second tour, le 28 juin 2020, ses listes obtenant 30,8 % des suffrages exprimés. Le 2 juillet suivant, elle retire sa candidature à l'élection du maire de Marseille au profit du député Guy Teissier. Le 9 juillet, elle est réélue à la tête de la métropole d'Aix-Marseille-Provence.
En août 2020, suivant l'instauration de mesures sanitaires contre le Covid-19 dans les Bouches-du-Rhône, elle tient une conférence de presse à l'IHU de Marseille avec Michèle Rubirola et le microbiologiste Didier Raoult pour protester contre le manque de concertation entre le gouvernement et les élus au sujet de la gestion de la pandémie. Elle se plaint également d'un traitement injuste de la métropole par rapport à Paris.
Le 4 mars 2022, elle rallie la candidature d'Emmanuel Macron pour l'élection présidentielle qui se tient la même année. Elle quitte alors ses fonctions chez LR.
En coordination avec le gouvernement, elle fait des Bouches-du-Rhône, à partir de 2023, un département d'expérimentation du dispositif conditionnant le versement du RSA à 15 à 20 heures de travail bénévole.

## Controverses

### Relation avec le quotidienLa Provence
En novembre 2019, Mediapart publie une enquête sur un financement du quotidien régional La Provence par le conseil départemental des Bouches-du-Rhône après la prise de fonction de Martine Vassal à la tête de la collectivité. Le journal aurait perçu plus de 1,2 million d’euros en 2018 de la part du conseil départemental et de la métropole d'Aix-Marseille-Provence. La Provence répond que « ces dites subventions ne sont en fait que de l'achat d'encarts publicitaires », « un fait courant pour les titres de presse quotidienne régionale ». D'autres financements sont aussi soulevés comme ceux de Bpifrance ou encore de la Française des jeux.

### Accusation de fraude aux procurations
Avant le second tour des élections municipales 2020, deux colistiers de Martine Vassal sont filmés par un journaliste de France 2 en train de proposer dans les 4e et 6e secteurs de la ville, où les listes LR sont en difficulté, des procurations illégales qualifiées de « simplifiées », qui éviteraient de se déplacer au commissariat,,,. Une élue explique que la signature du mandant n’est même pas demandée puisque « le commissariat poinçonne toutes les procurations qu’on leur amène ». Martine Vassal note que « si les faits étaient avérés, ils sont inacceptables » et évoque une « cabale de journalistes parisiens ». Son local de campagne est perquisitionné dans le cadre d'une enquête préliminaire,. Le maire de secteur LR Yves Moraine ne nie pas avoir proposé de telles procurations, déclarant : « Nous pensions que les conditions de vérification de l'identité seraient assouplies vu la situation sanitaire. Et qu'une simple signature suffirait ». Près de 200 procurations frauduleuses ont été réalisées par le camp de Martine Vassal, dont une cinquantaine pour des résidents d'un Ehpad du 12e arrondissement, souffrant pour certains d'Alzheimer.
Le jugement reconnaît « l'existence de manœuvres frauduleuses au profit de la liste menée par Julien Ravier », mais constate qu'elles n'ont pu avoir d'incidence sur les résultats des élections. La juridiction déclare Julien Ravier, Jöelle di Quirico et Magali Devouge inéligibles à toutes les élections pour une durée de un an et annule leur élection respective en qualité de conseiller municipal et de conseiller communautaire pour le premier, et de conseillères d'arrondissement pour les deux autres.

## Prise de position

### Proximité avec le Rassemblement national
Martine Vassal admet dans un entretien à La Provence en février 2025 qu'elle « se retrouve » avec le Rassemblement national, parti d'extrême droite,  sur certaines valeurs,, telles que « sécurité » ou l'« immigration ». Elle affirme aussi La France insoumise « est bien plus dangereuse que le RN », estimant que ses représentants « veulent casser notre système ». Elle tacle aussi des membres de la majorité municipale de Benoît Payan (Printemps marseillais) qui appellent à s'allier à LFI, car elle ne veut pas « que ce soit le grand bordel ». Le journal analyse ainsi que la présidente « a décidé de muscler son discours sur la sécurité quitte à flirter avec celui porté par le Rassemblement national. ».

## Synthèse des résultats électoraux

### Élections cantonales puis départementales
| Année | Parti        | Parti | Canton                 | Binôme | 1er tour | 1er tour | 1er tour | 2d tour | 2d tour | 2d tour | Issue |
| Année | Parti        | Parti | Canton                 | Binôme | Voix     | %        | Rang     | Voix    | %       | Rang    | Issue |
| ----- | ------------ | ----- | ---------------------- | ------ | -------- | -------- | -------- | ------- | ------- | ------- | ----- |
| 2008  |              | UMP   | Marseille-Saint-Giniez |        | 7 384    | 58,26    | 1er      |         |         |         | Élue  |
| 2015  | Marseille-10 | UMP   | Lionel Royer-Perreaut  | 8 553  | 40,17    | 1er      | 13 952   | 65,76   | 1er     | Élue    |       |
| 2021  | Marseille-10 |       | Lionel Royer-Perreaut  | LR     | 7 167    | 45,93    | 1er      | 11 467  | 68,48   | 1er     | Élue  |

### Élections municipales
Les résultats ci-dessous concernent uniquement les élections où elle est tête de liste.
| Année | Liste     | Liste                | Commune                  | 1er tour | 1er tour | 1er tour | 2d tour | 2d tour | 2d tour  | Sièges obtenus | Sièges obtenus | Sièges obtenus |
| Année | Liste     | Liste                | Commune                  | Voix     | %        | Rang     | Voix    | %       | Rang     | CS             | CM             | CC             |
| ----- | --------- | -------------------- | ------------------------ | -------- | -------- | -------- | ------- | ------- | -------- | -------------- | -------------- | -------------- |
| 2020  |           | LR - SL - LC - Modem | IVe secteur de Marseille | 7 933    | 27,16    | 1er      | 13 569  | 39,16   | 2e       | 6 / 30         | 3 / 15         | 3 / 15         |
| 2020  | Marseille | LR - SL - LC - Modem | 36 143                   | 22,32    | 2e       | 53 421   | 30,75   | 2e      | 75 / 202 | 39 / 101       | 41 / 102       |                |

## Distinctions
- Chevalière de la Légion d'honneur (13 juillet 2022)[43]
- Chevalière de l'ordre national du Mérite (2 mai 2012)[1]